# 坎普斯維爾 (伊利諾伊州)
坎普斯維爾（英語：Kampsville）是位於美國伊利諾伊州卡爾霍恩縣的一個村落。

## 地理
坎普斯維爾的座標為39°17′57″N 90°36′44″W / 39.29917°N 90.61222°W，而該地最高點為海拔高度136米（即446英尺）。

## 人口
根據2010年美國人口普查的數據，坎普斯維爾的面積為3.21平方千米，當中陸地面積為2.64平方千米，而水域面積為0.57平方千米。當地共有人口328人，而人口密度為每平方千米102人。